# Izsák Károly
Izsák Károly (Budapest, 1890. szeptember 2. – Budapest, Józsefváros, 1945. szeptember 16.) magyar labdarúgó, edző, műszaki tisztviselő, kereskedő.

## Családja
Izsák Juda Lőrinc és Stépita/Stépits Anna fiaként született. 1930. január 10-én Budapesten, a Ferencvárosban házasságot kötött a nála tíz évvel fiatalabb, szombathelyi születésű Grandich Paulával.

## Sikerei, díjai
Ferencvárosi TC
- Magyar bajnokság
  - ezüstérmes: 1917–18, 1918–19
  - bronzérmes: 1919–20

## Edzőként
A gömbölyded, pirospozsgás Zsazsa, az FTC játékosok atyja. Klubszeretete legendás, mondják: még a szivárványt is zöld-fehérnek látja, ami nem is olyan nagy baj. Mert az FTC-t, éppen az ilyen szenvedélyes emberek tették és teszik naggyá.